# Émilie du Châtelet
Gabrielle Émilie Le Tonnelier de Breteuil, marquise du Châtelet (født 17. december 1706 i Paris, død 10. september 1749 i Lunéville) var en fransk matematiker, fysiker og forfatter under oplysningstiden. Hun er mest kendt for sin oversættelse af Isaac Newtons monumentale værk, Principia Mathematica, med sine egne kommentarer. Châtelets udgave anses for standardoversættelsen. Hun regnes for en af de første kvindelige forskere. 

## Biografi
Som datter af Louis Nicolas le Tonnelier de Breteuil, der var højt placeret embedsmand i Ludvig den 14.'s hof, var familien en del af hoffets omgangskreds, hvilket gav den høj status. Hendes far gav hende samme uddannelse som hendes to brødre; det omfattede fægtning, ridning og gymnastik samt sprog. I en alder af 12 år talte hun både latin, italiensk, græsk og tysk. Hun udgav franske oversættelser af græske dramaer og filosofiske værker. I modsætning til sine brødre fik hun dog ikke lektioner i matematik og metafysik. 
I 1725 giftede hun sig med militærmanden Marquis Florent-Claude du Chastellet og fik dermed titlen Marquise du Chastellet (stavningen Châtelet blev introduceret senere af Voltaire og blev standard). Ægteskabet var arrangeret og efter at hun havde født tre børn bestemte de sig for at leve hver for sig, hvilket gav Émilie mulighed for at fortsætte sin uddannelse, forskning og i det hele taget leve sit eget liv. I overklassens Frankrig var det i samtiden accepteret at både mænd og kvinde havde elskere og elskerinder. Émilie havde tre affærer inden hun traf Voltaire, bl.a. med Louis François Armand du Plessis, duc de Richelieu, som fik hende overbevist om at hun skulle uddanne sig i matematik. Læreren blev Pierre de Maupertuis, matematiker, astronom og fysiker, medlem af Académie des sciences og tilhænger af Newtons ideer. 
Châtelet tilbød Voltaire at bo i sin landresidens ved Cirey-sur-Blaise i Haute-Marne i det nordøstlige Frankrig, og de blev venner for livet. Châtelet studerede fysik og matematik, udgav videnskabelige artikler og oversættelser. Voltaire bekendtgjorde i et brev til sin ven Frederik 2. af Preussen, at Châtelet var en "stor mand, hvis eneste skavank var, at hun var en kvinde".
Da hun både var en krævende og autoritær kvinde fik hun mange fjender, men også en del livslange relationer og korrespondancer med nogle af de store navne inden for deres respektive områder. Foruden sine videnskabelige publikationer og oversættelser skrev hun om religion og var en dygtig lingvist og musiker.
Hun døde i barselsseng efter en affære med digteren Jean François de Saint-Lambert, som resulterede i, at hun blev gravid. Hun fødte barnet, men døde seks dage senere af en blodprop, 42 år gammel.

## Publikationer
Blandt hendes vigtigste publikationer var Dissertation sur la nature et la propagation du feu, der bygger på hendes forskning om ild. I afhandlingen beskriver hun det, der senere blev kendt som infrarød stråling. Institutions de Physique , der udkom i 1740 var en gennemgang af nye tanker indenfor videnskab og filosofi dediceret til hendes 13-årige søn og omfatter kompleks tankegods af datidens store videnskabsmænd, blandt andet Descartes, Leibniz og Newton. Hun påviste desuden, at energien for et objekt i bevægelse er proportionelt til dets masse og kvadraten af dets hastighed (E ~ mv2), og ikke direkte proportionelt, som det var beskrevet af Newton, Voltaire og andre. I 1746 blev hun medlem af det videnskabelige akademi i Bologna. Samme år udkom hendes største bedrift, den franske oversættelse af Newtons Principia, der desuden indeholdt hendes egne iagttagelser om mekanik og energi (energibevarelse).